# Piosenka dla Europy 2008
Piosenka dla Europy 2008 war das Finale des polnischen Vorentscheids zum Eurovision Song Contest 2008. Es am 23. Februar 2008 in der polnischen Hauptstadt Warschau statt. Die Sendung wurden von den polnischen Fernsehsendern TVP1 und TV Polonia übertragen, moderiert wurden sie von Katarzyna Sowińska und Radosław Brzózka.
Das Teilnehmerfeld wurde im Vergleich zum Vorjahr ausgeweitet, statt zehn traten dreizehn Interpreten an, wobei drei Interpreten durch eine Wildcard ausgelost wurden, eine Band wurde vor der Show disqualifiziert, da diese die Regeln nicht eingehalten hatte. Außerdem wurde vor Auslosung der Wildcard-Teilnehmer der Interpret Krzysztof Zalewski wegen der gleichen Regel, die sagt, dass das Lied nicht vor dem 1. Oktober öffentlich publiziert werden darf, disqualifiziert. Für ihn ging eine der fünf Ersatzinterpreten an den Start.
Ein Beitrag war in polnischer Sprache, elf auf Englisch.
Anders als 2007 gab es neben dem Televoting und den SMS' der Zuschauer noch eine neunköpfige Jury, die ihre Stimmen abgab.
Gewinner des Vorentscheids war Isis Gee mit dem Song For Life.

## Allgemeine Informationen

### Qualifikationen zum Finale des Vorentscheids
- Letzter Einsendetermin: 2. Januar 2008
- Datum der Veröffentlichung der Teilnehmer: 7. Januar 2008
- Anzahl der Einsendungen: ca. 100
- Anzahl der ausgewählten Interpreten: 10 (+ 5 als Ersatz, + 3 Wildcards)
- Jury: Magda Czapińska, Zuzanna Łapicka-Olbrychska, Agata Krysiak, Ryszard Poznakowski, Robert Obcowski, Tomasz Deszczyński, Paweł Sztompke, Artur Orzech und Piotr Klatt – Vorsitzender der Fachjury

### Finale
- Datum: 23. Februar 2008
- Uhrzeit: 20.15
- Ort: Studio TVP „S5“, Block „F“; Warschau, ul. Jana Pawła Woronicza 17
- Moderatoren: Katarzyna Sowińska und Radosław Brzózka
- Abstimmung des Gewinners: Stimmen der Fachjury + Televoting und SMS' der Zuschauer
- Jury: Maryla Rodowicz, Paweł Sztompke, Adrian Stanisławski und Janusz Kosiński
- Special guests: Natalia Kukulska und In-Grid im Duett mit Jacek Stachursky

## Teilnehmer

### Finalteilnehmer
| Startnr. | Interpret               | Lied Musik (M) und Text (T)                               | Sprache                          | Übersetzung (inoffiziell) |
| -------- | ----------------------- | --------------------------------------------------------- | -------------------------------- | ------------------------- |
| 1        | Kasia Nova              | The Devil M/T: Harald Retinger, Ulrich Fischer            | Englisch                         | Der Teufel                |
| 2        | Edi Ann                 | Lovin U M/T: Edyta Kuczyńska                              | Englisch                         | Liebe dich                |
| 3        | Izabela Kopeć           | You've got my love M/T: Izabela Kopeć, Filip Kuncewicz    | Englisch                         | Du hast meine Liebe       |
| 4        | Starnawski & Urban Noiz | It's not a game M/T: Bożena Intrator, Marein Urban        | Englisch                         | Es ist kein Spiel         |
| 5        | Queens                  | I say my body M/T: Marcin Skoczylas, Łukasz Plich         | Englisch                         | Ich sage mein Körper      |
| 6        | Isis Gee                | For Life M/T: Isis Gee                                    | Englisch                         | Für das Leben             |
| 7        | Men Meadow              | Viva la musica M/T: Thomas G:son, Andreas Rickstrand      | Englisch mit Italienischem Titel | Es lebe die Musik         |
| 8        | Afromental              | Thing we’ve got M/T: Wojciech Łozowski, Bartosz Śniadecki | Englisch                         | Das was wir haben         |
| 9        | Plastic                 | Do something M/T: Agnieszka Burcan                        | Englisch                         | Tu etwas                  |
| 10       | Sandra Oxenryd          | Superhero M/T: Knut-Ayvind Hagen, Andreas Rickstrand      | Englisch                         | Superheld                 |
| 11       | Natasza Urbańska        | Blow Over M/T: Rickey Fernand                             | Englisch                         | Umblasen                  |
| 12       | Margo                   | Dlatego walcz M/T: Małgorzata Gadzińska, Filip Siejka     | Polnisch                         | Deshalb kämpfe            |
| –        | Krzysztof Zalewski      | Kiełbasa M/T: Krzysztof Zalewski                          | Polnisch                         | Wurst                     |
| –        | Żywiołak                | Noc Kupały M/T: Robert Wasilewski                         | Polnisch                         | Kupala-Nacht              |

 Sieger  Kandidat disqualifiziert

### Ersatzteilnehmer
Die Band Plastic hatte sich für das Finale qualifiziert, da Krzysztof Zalewski disqualifiziert wurde.
| Startnr. | Interpret       | Lied Musik (M) und Text (T)                                     | Sprache  | Übersetzung (inoffiziell)     |
| -------- | --------------- | --------------------------------------------------------------- | -------- | ----------------------------- |
| 1        | Plastic         | Do something M/T: Agnieszka Burcan                              | Englisch | Tu etwas                      |
| 2        | Grzegorz Kloc   | Don’t let the fire die M/T: Grzegorz Kloc, Olga Pruszowska-Kloc | Englisch | Lass das Feuer nicht ausgehen |
| 3        | Michał Karpacki | Women to love M/T: Michał Karpacki                              | Englisch | Frauen zu lieben              |
| 4        | Zenon Boczar    | Kiełbasa M/T: Zenon Boczar, Steve O’Brien                       | Polnisch | Wurst                         |
| 5        | Kashmir         | Czy to miłość czy zabawa M/T: Kamil Wyziński, Katarzyna Pietras | Polnisch | Ob Liebe oder Spaß            |

## Wildcards
Am 8. Februar 2008 qualifizierten sich die Sängerinnen Izabela Kopeć und Natasza Urbańska sowie die Band Żywiołak durch die Wildcard für das Finale. Żywiołak wurde wegen Regelbruchs einige Tage später disqualifiziert. Da dieses schon so spät war, wurde diese Band nicht durch einen anderen Interpreten ersetzt.